# 오가노이드

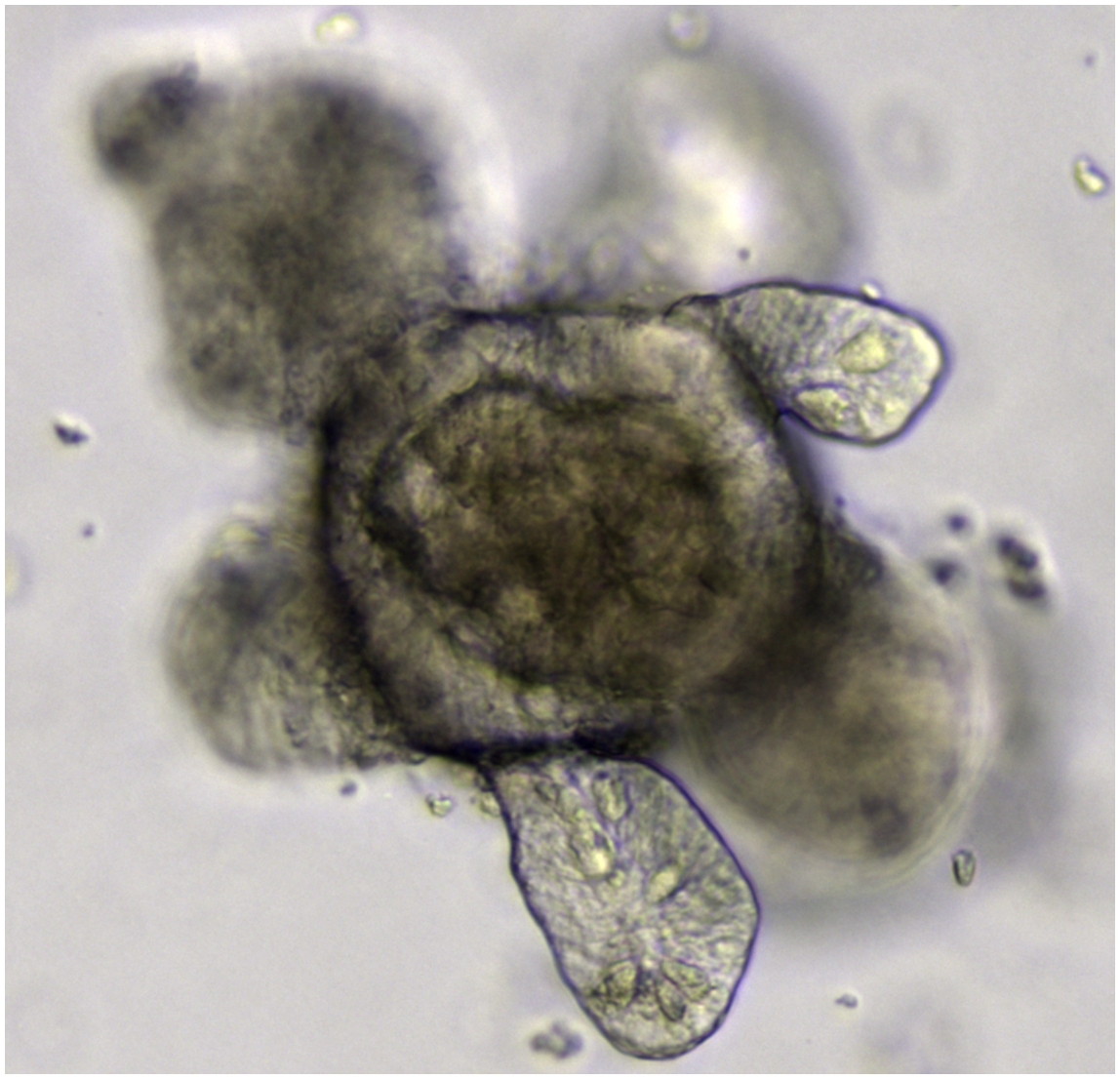
LGR5 줄기세포를 이용해 만들어진 소장 상피 유사장기

오가노이드(organoid) 혹은 장기유사체는 성체줄기세포(adult stem cell, ASC), 배아줄기세포(embryonic stem cell, ESC), 유도만능줄기세포(induced pluripotent stem cell, iPSC)로부터 자가 재생 및 자가 조직화를 통해 형성된 3차원 세포집합체이다. 세포를 3차원 배양법으로 다시 응집 재조합하여 만듦으로써 모델 장기의 특이적 세포를 포함하고 있다.  2D 세포주 배양법의 한계를 극복하면서도 기존의 효율적인 2D 배양 기반 생화학적, 세포생물학적 분석 기법을 쉽게 활용할 수 있다. 인체의 생리활성기능을 유사하게 재현할 수 있고, 환자의 조직으로부터 장기유사체를 구축함으로써 환자의 유전정보를 기반으로 한 질병 모델링, 반복시험을 통한 약물 스크리닝 등을 가능하게 한다. 또한 크리스퍼 유전자 가위(CRISPR/Cas9)를 이용한 유전자 교정 기술에 대한 접근도가 높아지면서 유전자 치료와 손상된 장기이식의 대안으로도 그 가능성이 주목받고 있다. 이러한 장기유사체 기술은 2010년대 초부터 급격히 발전하여 2013년, The Scienist 지에서 가장 진보된 과학적 성과로 선정되었다. 하지만 아직 실제 임상적 적용을 위해서는 여러 단계의 검증이 필요하며  한계점을 극복하기 위한 연구가 활발하게 진행되었다.

## 역사
시험관 내에서 기관을 만드는 시도는 Henry Van Peters Wilson등 초기 발생학자들에 의해 해면을 단일 세포 수준으로 잘게 부수면 스스로 뭉친다는 사실을 발견하면서 시작되었다. 이러한 연구는 체외에서 다양한 유형의 기관을 만들 수 있었지만 후에 인기를 잃었고 오늘날 생물학자들은 세포를 정제하여 배지에서 배양하는 시스템에 중점을 두었다. 특히 줄기세포 생물학 분야의 출현으로 체외에서 장기를 형성할 수 있는 줄기세포의 분화능력 이용하여 다양한 줄기세포를 이용한 여러 기관과 유사한 유기체를 생성할 수 있었다. 하지만 2D 인 평판배양에서 얻은 조직들은 인간의 실제 정상조직과 비슷하지 않은 점을 두어 2D 배양보다는 3D 배양을 통해 복잡한 구조의 장기를 개발하려는 노력으로 이어져왔다. 2007년 LGR5 유전자를 찾아낸 Hans Clevers 연구팀은 이를 이용해 소장을 넘어 대장, 간, 췌장 등의 성체줄기세포로부터 장기유사체를 배양하기 시작했고 2008년 RIKEN 연구소의 Yoshiki Sasai 팀은 줄기세포가 스스로 특유의 층으로 구성되는 신경세포의 구로 유도해냈다. 2009년 네덜란드 Hubrecht연구소와 University Medical Center Utrecht의 Hans Clevers, Toshiro Sato 팀은 단일 LGR5 줄기세포가 mesenchymal niche(중간엽 줄기세포 주변환경) 없이 crypt-villus(움-융모) 구조를 체외에서 유도해냈다. 이 세포가 실제 소장상피세포의 구조를 거의 그대로 재현하였기 때문에 유사장기라는 표현이 처음으로 사용되었다. 2010년 Mathieu Unbekandt & Hamie A. Davies는 쥐의 태아유래줄기세포로부터 신장 유기체를 유도했다. 후속 보고서로 체외 및 생체 내에서 이들 유기체의 유의한 생리적 기능을 보였다.
뒤이어 오스트리아 과학 아카데미에서 2013년, Madeline Lancaster는 개발중인 인간의 뇌 세포 조직을 모방한 줄기세포 유래의 대뇌를 배양하기 위한 프로토콜을 수립하여 발표하였다.

## 특성
Lancaster and Knoblich 은 오가노이드는 줄기세포 또는 기관 전구체(organ progenitors)로부터 세포의 공간적인 배양조건의 한계를 극복하기 위해 생체 내 시스템과 유사한 환경으로 유도한 기관특이적 세포유형(organ-specific cell types)이라고 정의한다. 이러한 유기체들의 특성은 다음과 같다.
- 다양한 기관 특이적인 세포 유형을 가진다.
- 기관의 특정 기능 (배설, 여과, 신경활동, 수축 등)을 반복하여 재현할 수 있다.
- 세포들은 생체 내에 존재하는 기관처럼 서로 뭉쳐 그룹화되고 공간적으로 조직화된다.
- 장기배양 및 동결보존이 가능하고 조작과 관찰이 용이하다.

## 형성과정
장기유사체 형성은 일반적으로 줄기세포 또는 전구세포를 3D 배양을 통해 유도할 수 있다. 이 과정에서 3D 배양 배지로는 Engelbreth-Holm-Swarm tumor line에 의해 분비되는 laminin이 풍부한 세포 외 기질인 extracellular matrix hydrogel Matrigel(흔히 마트리젤이라고 함)이 사용된다. 그 후 마트리젤(Matrigel)에 줄기세포를 삽입하여 배양하면 오가노이드를 이루는 유기체를 만들 수 있다. 전분화능줄기세포(Pluripotent stem cell)가 장기유사체의 형성을 위해 사용될 때, 세포는 일반적으로는 아니지만 배아체(Embryoid body)를 형성한다. 그리고 이러한 배아체는 장기 형성에 있어 패턴형성(patterning factor)에 관여하여  실제 장기와 유사한 특성을 부여한다. 또한 장기유사체는 타겟 기관에서 추출한 성체줄기세포(Adult stem cell)를 이용하여 만들어지고 3D Matrigel 배지에서 배양할 수도 있다.
최초로 장 오가노이드를 확립한 Hans Clevers 박사 팀의 연구로 예를 들면, 마우스 및 인체의 Lgr5(+) 장 줄기세포 및 장 움(crypt) 조직 절편으로부터 추출한 상피줄기세포를 재료로 Wnt, Noggin (BMP 저해 인자), Rspondin (Lgr4/5 수용체 리간드. Wnt 길항제로 작용), EGF(상피 성장인자)를 주요 니치(niche, 미세 환경) 성분으로 하는 배지와 마트리젤 지지체 안에서 실제 소장 구조를 모사한 조직으로 3D 배양된다. 다양한 니치 환경의 최적화를 통해 조직 특이적으로 분화되어 각 장기의 세포 구성, 구조, 기능을 모사한 장기유사체로 배양되었다.

## 활용

### 개인 맞춤형 의약품[13]
차세대 염기서열 분석법의 대중화를 통해 유전체, 전사체, 후성유전체, 단백체, 대사체 등 환자의 디지털 생명 정보에 대한 접근과 활용이 용이해지고 있다. 환자의 실제 유전체 정보는 환자 장기유사체의 유전체 정보와 매우 유사하기 때문에  환자 맞춤형 약물 스크리닝, 유전체 기반 정밀 의학연구에 적합하다. 또한 장기유사체는 무한 증식 배양할 수 있어 바이오뱅크로도 활용가능하다. 이 때문에 환자 유래 이종이식 모델에서는 불가능했던, 다양한 약물농도, 용법, 병용조합 시험을 반복적으로 수행할 수 있다. 이는 환자 맞춤형 치료제 스크리닝, 새로운 치료제 발굴에 활용될 것으로 보인다. 선별된 약물은 우선 치료에 실패한 환자가 표준 치료법이 없는 경우, 치료 선택 결정의 근거가 될수 있다.

### 잠재적 진단
장기유사체를 이용하여 인간의 발생과정 및 질병 발병 기전에 대해 동물실험에서는 발견되지 못했던 유해성이 인간에게 유해하게 영향을 미칠 수 있는지 기존 약물의 효력 테스트의 한계점을 극복 할 수 있다. 특히 기관과의 상호작용, 환경과의 상호작용, 약물에 의한 영향 등의 연구 시 생체 실험보다 간단하면서도 생체 내의 복잡한 환경의 영향을 단순화시켜 측정하기 용이한 데이터를 얻을 수 있는 장점이 있다.

### 질병모델
장기유사체는 실험실에서 질병의 원인을 더 잘 이해하기 위한 인간 질병의 세포 모델을 만드는 기회를 제공한다. 하나의 예로,  CRISPR이라는 유전체 편집 시스템을 전분화능 줄기세포에 적용하여 두 가지 다른 신장질환과 관련된 유전자에 돌연변이를 일으킨 모델을 확립했다. 이러한 CRISPR로 편집된 전분화능 줄기세포는 질병 특유의 표현형을 나타내는 인간 신장 장기유사체로 성장하였다. 다낭성 신장 질환 돌연변이를 가진 줄기세포의 신장 오가노이드는 크고 반투명의 낭종 구조를 형성했다. 부착관련인자 없이 배양했을 때 이 낭종은 수개월에 걸쳐 직경 1 cm 크기가 되었다. 국소 분절성 사구체 경화증(Focal segmental glomerulosclerosis)과 연관된 유전자에 돌연변이가 있는 신장 오가노이드는 유방 세포 사이의 접합부 결함을 일으켰으며 이들 질환의 표현형은 CRISPR 돌연변이가 결여되어 있었다. 이러한 실험은 실험실에서 장기유사체가 인간 질병의 복잡한 모델로 구현하는데 사용될 수 있으며  페트리 접시에서 조직 수준의 표현형을 설명할 수 있었다. 이러한 질병모델링으로서의 장기유사체의 활용은 궁극적으로 장기 대체 치료법(Organ replacement therapy)등 장기유사체를 형성시켜 체내에 이식하고 장기의 기능을 재현하기 위한 연구로 확대될 수 있다.
특정 질병 치료제 연구개발이 어려운 가장 큰 이유는, 적합한 실험 모델, 질병 모델 동물이 없기 때문이다. 하지만, 조직 특이적 장기유사체를 통해 새로운 질병 모델링이 가능해졌다. 암세포는 유전적 변이 및 후성 유전적 프로파일, 형태 및 표현형적 차이, 유전자 발현, 대사작용, 증식률, 전이성 등 다양한 프로파일을 지닌 암세포, 암줄기세포, 간엽세포, 간질세포 등 이질적인 세포로 구성되어 있다. 이러한 종양세포 간, 종양세포 내 비균질성은 항암제 내성 및 재발의 주요 원인이 된다. 췌장암은 예후가 매우 좋지 않고, 치료제 개발이 미흡한 암이다. 연구와 약물 시험에 적합한 모델이 없었기 때문이다. 환자의 췌장암 조직으로부터 배양한 췌장암 장기유사체는 환자의 특이적인 조직학적 특질, 생리활성을 재현할 수 있었다. 환자 유래 장기유사체의 이종이식을 통해 형성된 췌장암은 원발암과 유사한 특성을 갖고 있었다. 췌장암 장기유사체에서 H3K27me3의 히스톤 메틸전달효소(EZH2) 저해 약물 시험을 통해 치료제 개발의 가능성을 보여 주었다.
이러한 연구 결과들은 장기유사체가 유전체 교정 기술과 유도만능줄기세포를 활용한 유전자 치료, 재생 의학의 도구로 활용될 수 있는 가능성을 높여주고 있다.

### 발달생물학적 모델
장기유사체는 발달생물학을 연구하는 연구자들에게 가장 적절한 모델이 될 수 있다. 만능 줄기세포에 대해 연구자들이 인식하기 시작한 이래로 줄기세포의 분화 방향을 정할 수 있게 되어 연구에 아주 큰 이점을 가져다 주었다. 이런 분화방향을 정할 수 있는 이점과 3D 배양 기술의 이점이 합쳐져 장기의 여러 특정한 하위구조의 특징들을 재현해낼 수 있게 되었다. 이러한 장기유사체들은 배아시기의 장기 형성의 과정에 대한 이해도를 높이고 발달생물학 분야의 발전에 크게 기여를 하였다. 예를 들어보자면, 중추신경계의 발달에 있어, 안배의 형성의 기초를 이루는 물리적인 힘에 대한 이해에 장기유사체가 기여를 하였다는 것을 들 수가 있다.

## 한계점
인체 유래 장기유사체의 한계점으로는 지금까지 다양하게 발표되었으나, 아직까지 모든 인간의 장기에 대해 장기유사체를 형성하지 못하고 있다. 인체 유래 장기유사체는 기존 약물 평가 및 선별의 패러다임을 바꿀 정도로 큰 가능성을 가지고 있지만, 실제 임상에 적용하기 위해서는 정확한 프로토콜을 확립하는 것이 매우 중요하고 필요하다. 조직과 유사한 장기유사체는 3차원 형상을 가지고 있고 3차원의 구조적인 고찰이 필요한데, 크기가 수백 µm에서 수 mm에 이르고 일반적인 생체 조직과 마찬가지로 불투명하기 때문에 내부를 잘 관찰할 수 없다는 단점이 있다. 투명화된 장기유사체를 형성하는 기술이 발전하고 있으나 현재 가장 널리 사용하고 있는 공초점 현미경을 사용하는 경우  1개의 3차원 이미지를 획득하는데 수 시간이 소요되기 때문에 많은 장기유사체를 동시에 분석해야하는 약물 스크리닝 평가연구에 활용하기 어렵다.
또한 질병 모델링, 신약개발 플랫폼 등의 도구로써 높은 잠재성을 가지고 있음에도 불구하고, 장기유사체는 인체 생리활성에 아주 근접한 모델로서 줄기세포 주위 미세환경 및 면역세포는 여전히 존재하지 않는다는 한계점을 지니고 있다. 이 때문에 약물 반응, 감염 및 염증 반응 모델링에 한계점이 있다. 이러한 문제들은 배양 조건의 최적화 과정을 통해 면역세포를 비롯한 다양한 기질세포와의 공배양 기법 등으로 극복할 수 있을 것으로 보인다. 완전한 형태의 장기유사체 배양을 위해서는 산소와 영양공급, 노폐물 배출까지 가능한 관류시스템 기반 배양법이 필요하다. 또한 혈관 내피세포의 공배양, 혈관 장기유사체와의 융합 배양법 등이 가능하다. 미세유체 기술(microfluidics)과의 융합은 현실적인 대안으로 실제로 많은 시도들이 이루어지고 있다. 생체모방 장기 칩(Organ-on-a-chip)과 다중 장기를 관류시스템으로 연결시킨 생체모방 인체 칩(Body-on-a-chip) 시스템에서 장기유사체는 주요하게 활용된다. 하지만 장기유사체는 실제 장기와 일치하는 세포로 구성되어 있지만 장기의 실제 거대 구조의 재현은 부족하다. 생물공학적인 방법으로 줄기세포를 직접 수정하고 줄기세포 미세 환경을 제어하고 시스템 안에서 세포의 자가 조직화와 계통 분화를 시공간적으로 총괄 제어할 수 있어야 한다.
현재 대부분의 장기유사체는 혈관을 통한 영양 공급 대신 전적으로 배양 배지에 의존한 배양법이기 때문에 크기가 제한적이다. 형태와 기능면에서 이식 가능한 수준으로 향상된 장기유사체를 만들기 위해서는, 배양법의 최적화 및 규모 확장이 필요하다. 바이오 프린팅 기술이 배양 환경 개선의 새로운 대안을 제시해 줄 수 있다. 마트리젤을 이용한 배양 시스템은 오가노이드 기반 플랫폼의 응용과 임상적 활용에 제약이 된다. 마트리젤 기반 3D 기질에서는 성장인자 및 신호전달 물질의 생체 내 농도 구배 효과를 재현할 수 없고, 약물의 침투에 물리적인 장벽이 된다. 예를 들어, 마우스 육종암(sarcoma)에서 유래한 메트리젤에 대한 정확한 기작이 규명되지 않아, 임상 적용의 안정성을 담보하기에도 힘들다. 이를 극복하기 위해 하이드로젤 기반 기질이 대체제로 연구되고 있다. 최근, 완전히 규명된 합성 하이드로젤(PEG-4MAL hydrogels)을 통해 성공적인 장 유사장기 배양과 대장 조직 손상 치료 효과를 검증한 연구는 주목할 만 하다.
환자의 암 장기유사체는 정상 장기유사체 배양법을 기초로 배양되는데 이 배양 조건은 이질적인 종양세포의 특정 세포군 생장에만 적합한 조성일 수 있다. 장기유사체 배양 조건의 최적화를 위해 니치(niche,미세환경) 인자에 대한 기초 생물학의 이해가 필요한 부분이다. 외과적 수술로 확보되는 환자의 조직 생검은 장기유사체 배양의 제원으로 부족하다. 복수, 흉막 삼출액과 혈액 내 순환종양세포는 ex vivo 장기유사체 배양의 주요 제원으로서 가치가 있다. 장기유사체 기반 플랫폼으로 선별된 약물의 임상 적용을 높이기 위해서는, 현재 플랫폼에서 간과된, 암과 기질 간 상호작용을 고려한 약물 반응을 추가로 검증하는 것이 필요하다.
오가노이드 바이오 뱅킹의 윤리적 문제도 제기되고 있다. 기존의 인체 조직은 비상업적인 목적의 기증으로 확보되었으나, 오가노이드 기술의 발전, 임상적 가치의 상승으로 상업적 목적으로의 개발에 관심이 높아지면서, 인체 조직 기반 오가노이드 바이오 뱅킹에 대한 도덕적, 법적 논의가 필요한 상황이다. 오가노이드 바이오 뱅킹의 성공적인 정착과 활용을 위해서는 바이오 뱅킹 참여자의 권리가 침해되지 않으면서 임상적, 과학적 사회적 가치에 대한 제고가 필요할 것이다. 또한 in vitro에서 증식한 줄기세포를 치료제로 활용하기 위해서는 안전성에 대한 개념이 명확하게 규정되어야 하고, 배양한 오가노이드를 이식하는 효과적인 방법 또한 개발되어야 할 것이다.

## 종류

### 위 장기유사체
위 유사장기는 위의 생리학적인 특성을 띄는 세포 집합체라고 할 수 있으며, 다능성줄기세포를 3차원 배양 조건에서 섬유아세포성장인자, 골형성단백질, 레티노산 및 표피증식인자 신호전달 경로를 일시적으로 조작하여 배양하거나, LGR5를 발현하는 위성체줄기세포를 통해 얻을 수 있다.

### 뇌 장기유사체
뇌 유사장기는 신경줄기세포 및 성체줄기세포, 배아줄기세포, 유도만능줄기세포를 신호전달 물질이 함유된 배지와 생체 기질 환경에서 배양하여 자가 조직화, 자가 증식, 조직 특이적 계통 분화를 통해 만들어진 뇌 조직과 유사한 3차원 세포집합체이다. 세포를 3D배양법으로 다시 응집 재조합 하여 만듦으로써 뇌의 특이적 세포를 포함하고 뇌가 지닌 특정 기능을 재현할 수 있으며 실제 뇌와 유사한 형태로 조직화 할 수 있어 미니 뇌 혹은 뇌 유사장기라고도 부른다. 2013년 영국 케임브리지 대학교의 메들린 랭커스터 박사팀에서 인간 신경줄기세포를 통해 뇌 유사장기를 처음 제작하였다.

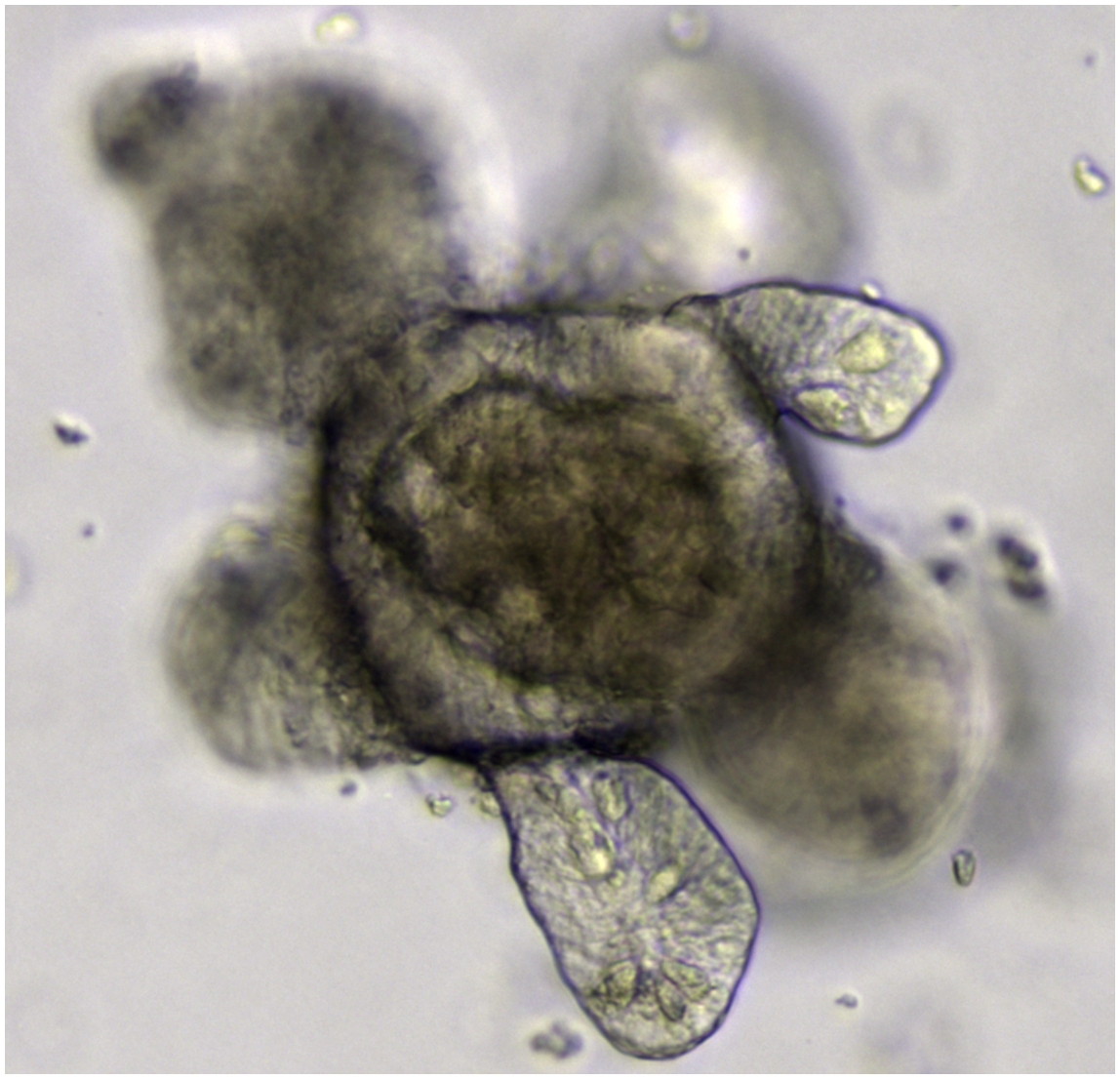
Intestinal organoid grown from Lgr5+ stem cells.

### 장관 장기유사체
장관 유사장기는 1차 조직 및 줄기세포(성체줄기세포, 배아줄기세포, 유도만능줄기세포)로부터 계통발생 과정을 모방하는 분화 기법과 3차원 세포 배양을 기술을 통해 다양한 세포가 패턴화되어 생체 내 장관의 일부 특성을 가지는 장기 유사체이다. 자가 재생 및 자가 조직화가 가능한 장관 유사장기는 장관을 구성하는 상피세포 4종(장 상피세포(enterocytes), 배상세포(goblet cells), 장내분비세포(enteroendocrine cells), 파네스 세포(paneth cells))과 장 줄기세포(intestinal stem cells, ISCs)로 구조화되어 인체와 근접한 생리활성을 지닌다.

### 혀 장기유사체
혀 유사장기는 성체줄기세포 마커인 BMI1을 발현하는 세포를 이용하여 형성되었으며, EGF, WNT 및 TGF-β를 조작하여 3차원 세포 배양 조건에서 만들어진 유사장기이다.  이 유사장기는 여러층의 각화석 상피(keratinized epithelium)와 각질층(stratum corneum)으로 이루어져 있다. 그러나 이러한 방법의 혀 유사장기는 맛을 느낄 수 있도록 하는 맛 수용체가 존재하지 않는다. 하지만 최근 다른 성체줄기세포 마커인 Lgr5 또는 Lgr6를 발현하는 단일 세포로 혀의 미뢰 유사장기를 제작하는데 성공하였다. 이 미뢰 유사장기는 LGR5 또는 CD44를 발현하는 성곽유두 조직의 줄기/전구 세포를 이용하여 만들어졌다.

### 간 장기유사체
간 장기유사체는 기능을 하는 3D 간 모델로 간의 발생과 재생, 해독작용과 대사작용, 간질환 모델링, 성체 줄기세포 생물학에 대한 연구를 위한 새로운 기반으로서의 역할을 한다. 간 장기유사체는 간의 물리적인 특징을 유지하기 위해 구형의 상피 단일층을 포함하고 있으며 간 줄기세포로부터 유래된 줄기세포 또는 전구세포로 채워져있다. 연구 초기, 장관 장기유사체의 제작에 사용되었던 Lgr5를 발현하는 상피 전구세포를 이용하여 분화시키는 방향으로 연구가 진행되어왔으며 그 특성상 유지, 확장하는 동시에 성숙한 상태로 분화시키는데 어려움이 있었다. 또한 간 장기유사체를 유지하는 동안 배양 환경에 크게 영향을 받아 2차 배양 시 증식 능력을 잃어버리는 경우가 많았다. 최근에는 맞춤의학이 대두됨에 따라 개인의 세포를 이용해 제작한 유도 만능 줄기세포를 이용하여 간 장기유사체를 제작하고 실제 장기와의 유사도를 높이려는 노력이 주를 이루고 있다. 유도 만능 줄기세포를 간세포로 성공적으로 분화시키기 위해 중간엽세포와 내피세포를 공배양하는 방법을 이용하였다. 

### 폐 장기유사체
폐 장기유사체는 폐 상피 전구세포를 3차원 배양으로 형성된 자가 집합 구조체로서 중간엽세포의 도움을 받아 형성될 수 있다. 사람의 폐에는 기도 전반에 걸쳐 TRP63와 KRT5를 발현하는 기저세포가 존재하며 모세 기관지에 1mm 두께로 퍼져있다. 폐 장기유사체는 이 기저세포를 이용하여 Smad-BMP-TGFβ-Wnt 신호전달경로를 통해 제작하며 이 기저세포의 분화능력이 장기유사체 제작에 중요한 역할을 한다. 폐 장기유사체는 아직 모든 복잡한 구조와 폐 내의 다른 구역 간의 세포 상호작용을 설명할 수 없는 상태이다. 현재는 폐 간엽조직과 상피세포를 포함하는 폐 장기유사체와 확대 가능성을 가지는 폐포 전구세포 장기유사체가 개발되어 있는 상태이며 특히 폐포 전구세포는 SOX9과 SOX2를 발현하여 발달 과정의 태아 폐와 유사성을 보인다.

### 여러 종류의 장기유사체
- 갑상선 장기유사체[38]
- 흉선 장기유사체[39]
- 정소 장기유사체[40]
- 췌장 장기유사체[41]
- 상피 장기유사체[42][43]
- 신장 장기유사체[44][45][46][47]
- 낭배 유사체 (배아 유사체)[48][49][50][51] - 이 낭배 유사체는 모든 배아 축을 생성하였으며  Hox 유전자 발현 패턴이 일반적인 낭배와 같이 전후 축을 따라 구현된다.[52]
- 배반포 유사체[53][54][55]
- 심장 장기유사체[56] - 2018년, 속이 비어있는 심장 장기유사체를 박동하도록 만들었고, 자극에 따라 박동이 빨라지거나 느려지는 반응을 보였다.[57]
- 망막 장기유사체[58]

## 같이 보기
- 인공 장기
- 장기 배양